# L'angelo con la pistola
L'angelo con la pistola è un film del 1992, diretto da Damiano Damiani.

## Trama
A sette anni Lisa ha assistito allo sterminio brutale della sua famiglia da parte di una banda di malviventi e vent'anni dopo cova ancora dolore e rancore per quella tragedia. Fa la cameriera in un bar a Genova fino a quando, un giorno, trova per caso nella metropolitana la rivoltella di un balordo. Con fredda determinazione inizia una sua guerra privata, sparando per primo all'avvocato Velasco che, patrocinando nelle aule della giustizia alcuni boss, ha ottenuto il loro completo rilascio. Il delitto lo confessa al commissario di polizia Cattani, che già aveva in mente di dimettersi dalle forze dell'ordine, perché insofferente ai compromessi. I due decidono di collaborare: Cattani con la sua esperienza di "giustiziere" e la ragazza come "angelo" vendicatore. I due si incontrano in un motel e qui individuano gli obiettivi, rappresentati dai capi della malavita operanti nel capoluogo ligure e dediti ai più loschi affari. Lisa uccide uno dopo l'altro, con grande freddezza e determinazione, i maggiori rappresentanti della malavita. Un giorno, dopo essersi introdotta, spacciandosi per una prostituta, nella villa di un malavitoso, uccide due uomini, ma viene vista da Teresa, la vera prostituta chiamata per allietare i due. Lisa non la uccide, anche se Teresa è una scomoda testimone. Infatti i malavitosi cominciano a ricattarla per farsi dire chi si cela dietro il misterioso vendicatore. Teresa resiste ai ricatti, ma cede quando questi le minacciano la sorella alla quale è molto affezionata. Cattani, ben comprendendo la gravità della situazione, cerca di salvare Lisa. Recatosi a un rischioso invito viene mortalmente ferito da un suo collega che fa il doppiogiochista e che a sua volta rimane ucciso. Teresa e Lisa si alleano e si recano nei pressi dell'hotel dove alloggia e da dove dirige i suoi loschi traffici il potente trafficante Rudy Executive. Le due donne lo osservano facendo intendere che l'uomo sarà la prossima vittima.

## Distribuzione
Il film è uscito in sala il 7 gennaio 1992 per quanto l'uscita sia stata scaglionata lungo tutto l'inizio dell'anno. Per la televisione è stata rilasciata una versione estesa.

## Accoglienza

### Critica
- "Gli interpreti sono funzionali, anche se il bravo Remo Girone ha troppi numeri in più rispetto a Tahnee Welch; e nel loro duetto s'inserisce bene una palpitante vitalissima Eva Grimaldi." (Tullio Kezich, Il Corriere della sera, 31 gennaio 1992)
- "Damiano Damiani adora il cinema americano d'azione ed è uno dei pochi registi italiani in grado di rievocarne le atmosfere. Ma, francamente, Genova non è Miami e le storie che ultimamente racconta sono di un'incongruenza mortificante."  (Fabio Bo, Il Messaggero, 12 febbraio 1992)
- "Il mestiere di Damiani non si discute. Ma la sceneggiatura è fragile, approssimativa." (Alberto Castellano, Il Mattino, 12 febbraio 1992)